# Mati Diop
Pour les articles homonymes, voir Diop.
Mati Diop, née le 22 juin 1982 à  Paris 12e, est une réalisatrice et actrice franco-sénégalaise,.

## Biographie

### Famille et jeunesse
Mati Diop grandit à Paris entre un père musicien, le Sénégalais Wasis Diop et une mère française, Christine Brossart, photographe et acheteuse d'art. Elle est la nièce du cinéaste Djibril Diop Mambety dont elle admire beaucoup le travail.

### Débuts et formation
Autodidacte, Mati Diop se lance jeune. Entre 2000 et 2005, elle explore différents médiums dont la musique et la photographie.
Lors d’un stage de théâtre en Corse, elle fait la rencontre de Thierry de Peretti qu’elle assistera à la mise en scène de Valparaïso de Don DeLillo au théâtre de la Bastille. Elle réalise plusieurs créations sonores et vidéos pour des pièces de théâtre (dont Hiver de Yan Fosse mis en scène par Gaëtan Kondzot, Les Nègres de Jean Genet mis en scène par Cristèle Alves Meira).

### Cinéma
En 2004, elle autoproduit et réalise un premier court métrage à Paris, Last Night.
Après une brève expérience d’assistante auprès du réalisateur Šarūnas Bartas, elle intègre le Pavillon, laboratoire de recherche artistique du Palais de Tokyo en 2006, puis Le Fresnoy en 2007, qu'elle quitte prématurément en 2008 pour jouer son premier rôle au cinéma dans le film de Claire Denis, 35 Rhums,. Elle reçoit en 2009 le prix MK2 Jeune Talent  de la meilleure actrice, mais cette expérience la conforte dans le désir de devenir réalisatrice.
En 2008, elle décide de réaliser et d’autoproduire un premier film à Dakar, intitulé Mille Soleils, consacré à l’héritage personnel et collectif de Touki Bouki, film culte réalisé par son oncle Djibril Diop Mambety en 1973 et présenté à Cannes cette année-là. Lors d’un premier voyage de repérages, elle réalise une séquence documentaire qui deviendra le court métrage Atlantiques.
En 2011, elle tourne le court métrage Big in Vietnam (coécrit avec Thierry de Peretti dans le cadre d’un atelier avec les acteurs du collectif La Réplique) et Snow Canon sélectionné à la Mostra de Venise de cette même année. En 2012, elle tourne enfin Mille Soleils à Dakar et, en 2015, Liberian Boy (coréalisé avec Manon Lutanie). Ses courts métrages sont présentés lors de différents festivals internationaux, dont Atlantiques qui obtient le Tigre du meilleur court métrage en 2010 lors du festival international du film de Rotterdam.
En 2018, elle tourne son premier long métrage à Dakar, Atlantique, un film de fantômes consacré à la jeunesse migrante disparue en mer. En 2019, le film, coécrit avec Olivier Demangel, est sélectionné en compétition officielle à Cannes, où il obtient le grand prix, et figure parmi la sélection finale des 10 meilleurs films internationaux de la 92e cérémonie des Oscars,.
Elle apparaît en 2019 dans le classement Vanity Fair des cinquante Français les plus influents dans le monde, où elle occupe la deuxième place dans la catégorie Cinéma.
En 2020, en plein confinement, elle tourne In my room dans le cadre de la collection Woman Tales de Miu Miu. Il est présenté la même année à la Mostra de Venise.,.
L'année suivante, elle fait partie du jury de la compétition officielle du festival de Cannes présidé par Spike Lee.
En 2024, elle remporte l’Ours d'or à la Berlinale avec le documentaire, Dahomey (en référence à l'ancien royaume), consacré à la question de la restitution des biens culturels du Bénin par la France,.

## Engagement
En 2022, Mati Diop réalise l'un des clips de campagne de Jean-Luc Mélenchon pour l'élection présidentielle.

## Filmographie

### Réalisatrice
- 2004 : Last Night (court métrage)
- 2010 : Atlantiques (court métrage)
- 2011 : Snow Canon  (court métrage)
- 2012 : Big in Vietnam (moyen métrage)
- 2013 : Mille Soleils (moyen métrage)
- 2015 : Liberian Boy (court métrage) coréalisé avec Manon Lutanie
- 2019 : Atlantique
- 2020 : In My Room (court métrage documentaire)
- 2022 : Naked Blue (court métrage) coréalisé avec Manon Lutanie
- 2024 : Dahomey (documentaire)

### Actrice
- 2008 : 35 Rhums de Claire Denis – Joséphine
- 2009 : Le Garde corps (court métrage) de Lucrezia Lippi –
- 2010 : A History of Mutual Respect (moyen métrage) de Gabriel Abrantes et Daniel Schmidt –
- 2010 : Yoshido (les autres vies) (moyen métrage) de Sébastien Betbeder – Amy
- 2010 : Sleepwalkers (moyen métrage) de Thierry de Peretti –
- 2011 : Bye Bye (moyen métrage) d'Édouard Deluc  – Jehanne
- 2011 : Un autre monde (téléfilm) de Gabriel Aghion – Sita
- 2012 : Simon Killer d'Antonio Campos – Victoria
- 2014 : Fort Buchanan de Benjamin Crotty – Justine
- 2014 : L for Leisure de Whitney Horn et Lev Kalman – Stacey
- 2016 : Hermia e Helena de Matías Piñeiro – Danièle
- 2021 : Avec amour et acharnement de Claire Denis – Gabrielle

## Distinctions

### Récompenses
- Festival de Rotterdam 2010 : Tigre du meilleur court métrage pour Atlantiques
- Festival de Rotterdam 2011 : Tigre du meilleur court métrage pour Big In Vietnam[21]
- Festival international de cinéma de Marseille 2013 : Grand Prix pour Mille Soleils[22]
- Festival de Cannes 2019 : Grand Prix pour Atlantique[23]
- Journées cinématographiques de Carthage 2019 : Tanit d'Argent pour Atlantique[24]
- Festival du film de Londres 2019 : Meilleur premier film pour Atlantique
- New York Film Critics Circle 2019 : Meilleur film pour Atlantique[21]
- Berlinale 2024 : Ours d'or pour Dahomey[25]
- Lumières 2025 : Lumière du meilleur documentaire pour Dahomey[26]

### Nominations
- Lumières 2010 : Prix Lumières du meilleur espoir féminin pour 35 Rhums[27]
- César 2020 : César du meilleur premier film pour Atlantique[28]
- César 2025 : meilleur film documentaire pour Dahomey